# Nombre de Brinkman
El mombre de Brinkman (Br) és un nombre adimensional relacionat amb la transferència de calor des d'una paret a un fluid viscós en moviment. És emprat habitualment en la fabricació i processament de polímers.
Aquest nom porta el nom d'Henty Coenraad Brinkman, físic holandés.
El nombre de Brinkman es pot definir com:
{\displaystyle Br={\frac {\mu u^{2}}{\ k(T_{w}-T_{0})}}=\mathrm {Pr} \,\mathrm {Ec} ={\frac {\mathrm {Cl} }{\mathrm {Re} }}}
on:
- μ = viscositat del fluid,
- u = velocitat del fluid,
- k = conductivitat tèrmica del fluid
- Tw = temperatura de la paret
- T0 = temperatura del fluid
- Pr = nombre de Prandtl
- Ec = nombre d'Eckert
- Cl = nombre de Clausius
- Re = nombre de Reynolds[2]

És la relació entre la calor produïda per la dissipació viscosa i la calor transportada per la conducció molecular, és a dir, la relació de la generació de calor viscosa amb calefacció externa. Com més gran sigui el seu valor, més lent serà la conducció de la calor produïda per la dissipació viscosa i, per tant, més granés l'augment de la temperatura.
Aquest número s'utilitza en problemes de lubrificació o en la formació de polímers utilitzant una extrusora; per exemple, en una extrusora de cargol, l'energia subministrada al polímer fos arriba de dues fonts principalment: 
- la primera és la dissipació viscosa produïda pel fregament entre fluids que es mouen a diferents velocitats
- la segona per conducció tèrmica des de la paret de l'extrusora.

La font de la primera és el motor que mou el cargol i la de la segona són escalfadors. El nombre de Brinkman és el quocient d'ambdues fonts.